# Johi
 Johi  falu Horvátországban, Károlyváros megyében. Közigazgatásilag  Bosiljevóhoz tartozik.

## Fekvése
Károlyvárostól 20 km-re nyugatra, községközpontjától 5 km-re északkeletre, a Kulpa jobb partján, a szlovén határ mellett fekszik.

## Története
1857-ben 133, 1910-ben 122 lakosa volt. Trianon előtt Modrus-Fiume vármegye Vrbovskói járásához tartozott. 2011-ben 33-an lakták.

## Lakosság
| Lakosság változása | Lakosság változása | Lakosság változása | Lakosság változása | Lakosság változása | Lakosság változása | Lakosság változása | Lakosság változása | Lakosság változása | Lakosság változása | Lakosság változása | Lakosság változása | Lakosság változása | Lakosság változása | Lakosság változása | Lakosság változása |
| ------------------ | ------------------ | ------------------ | ------------------ | ------------------ | ------------------ | ------------------ | ------------------ | ------------------ | ------------------ | ------------------ | ------------------ | ------------------ | ------------------ | ------------------ | ------------------ |
| 1857               | 1869               | 1880               | 1890               | 1900               | 1910               | 1921               | 1931               | 1948               | 1953               | 1961               | 1971               | 1981               | 1991               | 2001               | 2011               |
| 133                | 136                | 151                | 144                | 135                | 122                | 93                 | 106                | 94                 | 85                 | 60                 | 44                 | 34                 | 36                 | 28                 | 33                 |

## Nevezetességei
Szent Mátyás apostol tiszteletére szentelt barokk kápolnája a falu kívüli temető közepén áll. Egyhajós épület késő román stílusú sokszög záródású szentéllyel, harangtorny a homlokzat felett magasodik. A 17. században átépítették, majd a 18. és 19. században is bővítették.